# Riu Kobuk
El riu Kobuk (en anglès Kobuk River; però també escrit Kooak, Kowak, Kubuk, Kuvuk, o Putnam)
 és un riu que es troba al nord-oest de l'estat d'Alaska, als Estats Units. Fa uns 450 quilòmetres de llargada. La superfície de la seva conca és de 31.850 km², El riu Kobuk és un dels més grans del nord-oest d'Alaska, amb amplades de fins a 460 metres i velocitats de l'aigua d'entre 5 i 8 km per hora en el seu curs inferior i mitjà.

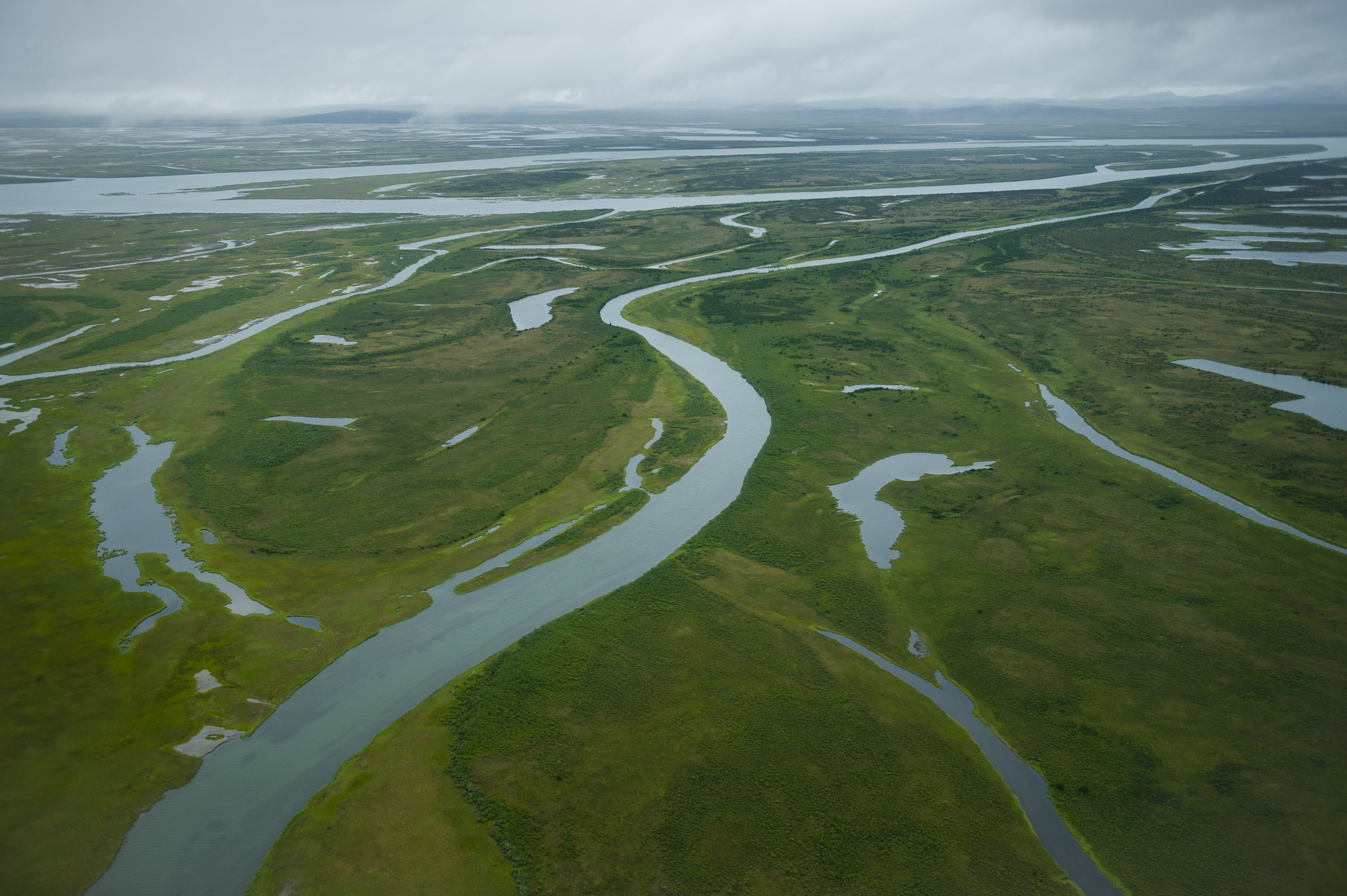
El riu Kobuk prop de la seva desembocadura

## Geografia
Se sol dir que les fonts del riu són el llac Walker, però en realitat aquestes es troben a l'est d'aquest, a les muntanyes Endicott, dins el Parc i Reserva Nacionals de les Portes de l'Àrtida, al nord del cercle polar àrtic. Discorre breument vers el sud, descendint de les muntanyes a través de dos espectaculars congosts, per tot seguit dirigir-se cal a l'oest tot seguint el vessant sud de la serralada Brooks en una àmplia vall plena d'aiguamolls. A la vall passa per les viles de Kobuk, Shungnak i Ambler, on rep el riu Ambler. En curs inferior del riu passa pel Parc Nacional de la Vall del Kobuk i posteriorment per la vila de Kiana. En la desembocadura, al Kotzebue Sound, el riu forma un ampli delta.

## Referències

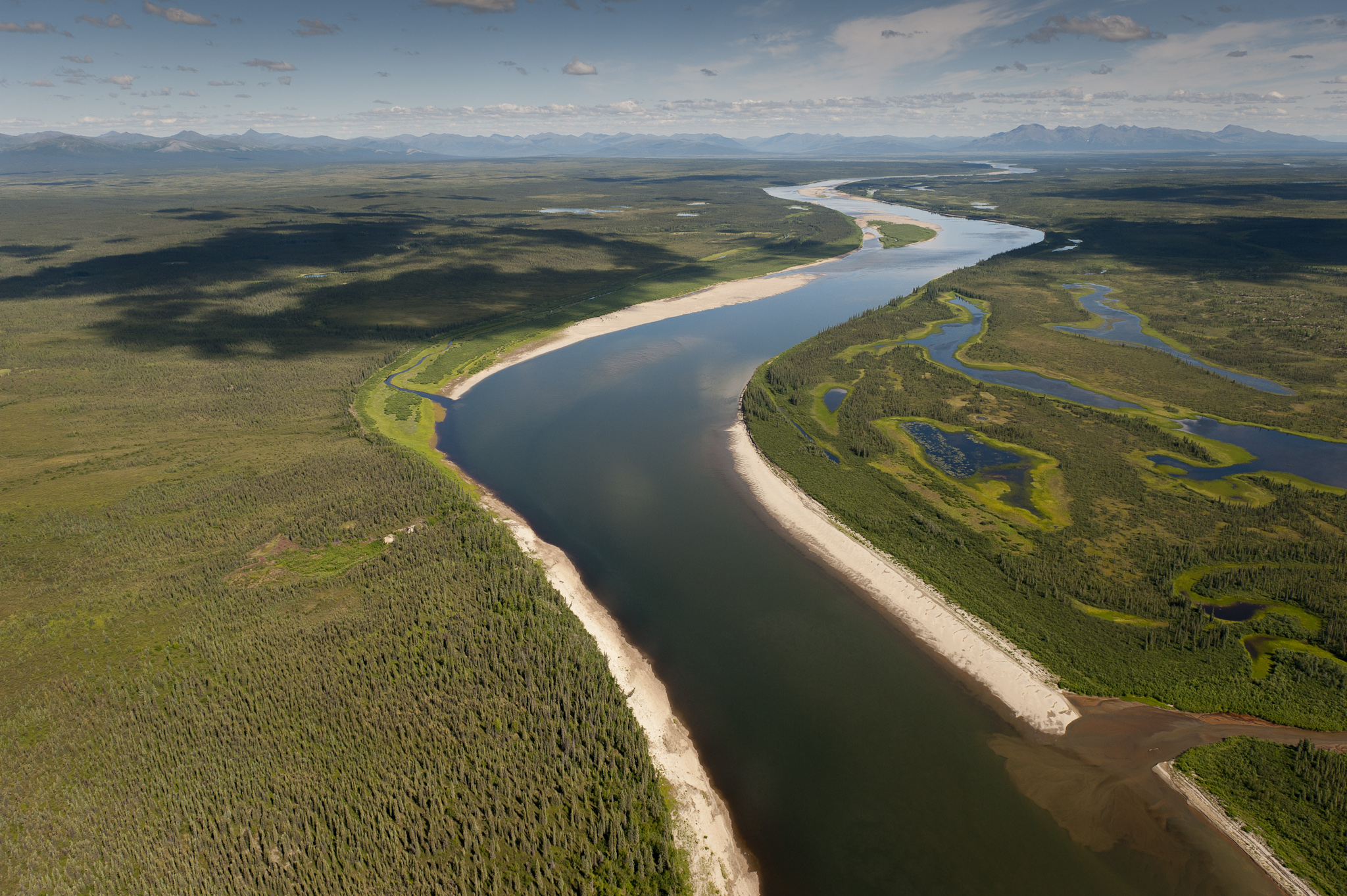
El riu Kobuk